# Květen 2022
Toto je archivovaný článek z portálu Aktuality.
1. května – neděle
 Obléhání Mariupolu: Desítky civilistů byly evakuovány z areálu oceláren Azovstal v Mariupolu. 
2. května – pondělí
 Ve věku 82 let zemřel Radim Uzel, gynekolog, sexuolog, pedagog a popularizátor sexuologie. 
3. května – úterý
 Ve věku 102 let zemřela Meda Mládková, historička a sběratelka umění, mecenáška, zakladatelka Nadace Jana a Medy Mládkových a Musea Kampa. 
8. května – neděle
 Kanadský premiér Justin Trudeau navštívil město Irpiň nedaleko Kyjeva, zničené ruskými invazními silami v den, kdy si západní svět připomíná 77. výročí konce druhé světové války. 
 Členové irské hudební skupiny U2 na pozvání ukrajinského prezidenta Volodymyra Zelenského zahráli v kyjevském metru, které slouží jako kryt během ruské invaze na Ukrajinu. 
9. května – pondělí
 Na Den Evropy se uskutečnilo závěrečné zasedání Konference o budoucnosti Evropy ve Štrasburku. 
10. května – úterý
 Valné shromáždění OSN zvolilo Českou republiku do Rady pro lidská práva za Rusko, jehož členství bylo minulý měsíc pozastaveno kvůli invazi na Ukrajinu. 
 Bongbong Marcos zvítězil v prezidentských volbách na Filipínách. 
11. května – středa
 V Hongkongu byl společně s dalšími čtyřmi lidmi zatčen devadesátiletý kardinál Zen. Zatčení byli obviněni z „paktování se s cizí mocností“. 
 Prezident Miloš Zeman jmenoval novým guvernérem České národní banky Aleše Michla, který v červenci vystřídá Jiřího Rusnoka po dvou funkčních mandátech. 
12. května – čtvrtek
 Finský prezident Sauli Niinistö společně s premiérkou Sannou Marinovou oznámili, že podporují vstup země do Severoatlantické aliance v souvislosti s ruskou invazí na Ukrajinu. 
13. května – pátek
 Papež František jmenoval dosavadního olomouckého arcibiskupa Jana Graubnera arcibiskupem pražským. 
 Finská rozvodná firma Fingrid oznámila, že ruská energetická společnost Inter RAO od půlnoci SELČ přestane dodávat do Finska elektřinu. 
 Prezident Jižní Osetie Anatolij Bibilov vyhlásil na 17. července 2022 referendum o připojení Jižní Osetie k Rusku. 
14. května – sobota
 Čína se kvůli pandemii vzdala pořádání fotbalového mistrovství Asie, které se má hrát od 16. června do 16. července 2023. 
 Vítězem Eurovision Song Contest 2022 se stala ukrajinská skupina Kalush Orchestra s písní Stefanija. 
 Při masové střelbě v Buffalu bylo zabito deset lidí a tři byli zraněni. 
16. května – pondělí
 Ve věku 82 let zemřel Josef Abrhám, divadelní a filmový herec. 
17. května – úterý
 Finanční analytický úřad ministerstva financí zmrazil akcie ČKD Blansko Holding v majetku ruského poslance Andreje Trifonova, figurujícího na sankčním seznamu Evropské unie k ruské invazi na Ukrajinu. 
 Švédská ministryně zahraničí Ann Lindeová podepsala žádost země o vstup do Severoatlantické aliance. 
 Finský parlament hlasováním podpořil žádost o vstup Finska do Severoatlantické aliance. 
 Praha zveřejnila výsledky architektonické soutěže na budovu Vltavské filharmonie. 
19. května – čtvrtek
 Senát USA schválil návrh zákona o americké pomoci Ukrajině napadené Ruskem v celkové hodnotě 40 miliard dolarů. 
21. května – sobota
 Finská společnost Gasgrid Finland oznámila, že ruská plynárenská společnost Gazprom zastavila dodávky zemního plynu do Finska. 
 Australský konzervativní premiér Scott Morrison uznal porážku v parlamentních volbách a poblahopřál k vítězství lídrovi labouristů Anthonymu Albanesemu. 
23. května – pondělí
 Anthony Albanese byl jmenován australským premiérem. 
 Ukrajinský soud vydal zatykač na bývalého prezidenta Janukovyče pro vlastizradu v souvislosti s Charkovskou smlouvou, v důsledku umožňující Rusku obsadit Krym. 
 Subalterní ruský diplomat Boris Bondarev působící při misi OSN v Ženevě pro nesouhlas s invazí na Ukrajinu rezignoval na svoji funkci. 
24. května – úterý
 U pacienta pražské Ústřední vojenské nemocnice byl potvrzen první případ opičích neštovic v Česku. 
25. května – středa
 Při masové střelbě na základní škole v Texasu bylo zabito devatenáct dětí a dva dospělí. 
27. května – pátek
 Český klub skeptiků Sisyfos udělil anticenu Bludný balvan za rok 2021 Karlu Janečkovi, spolku Zdravé fórum a dalším. 
28. května – sobota
 Zlatou palmu pro nejlepší film na festivalu v Cannes získal snímek Trojúhelník smutku (Triangle of Sadness) švédského režiséra Rubena Östlunda. 
29. května – neděle
 Finsko porazilo Kanadu 4:3 ve finále Mistrovství světa v ledním hokeji 2022. Na třetím místě se umístila česká reprezentace. 
 Letadlo de Havilland Canada DHC-6 Twin Otter s 22 lidmi na palubě se zřítilo v Nepálu. 
 Marcus Ericsson vyhrál 500 mil Indianapolis. 
31. května – úterý
 Ruská plynárenská firma Gazprom zastavila dodávky zemního plynu do Nizozemska, když tamní firma odmítla požadavek na platbu v ruských rublech, neboť smlouvy byly uzavřeny v eurech. 
 Mexiko zakázalo prodej elektronických cigaret. 